# 불안 세대
《불안 세대》(영어: The Anxious Generation: How the Great Rewiring of Childhood Is Causing an Epidemic of Mental Illness)는 조너선 하이트가 2024년에 쓴 책으로, 스마트폰, 소셜 미디어, 과보호적인 양육의 확산이 어린 시절의 "재배선"과 정신 질환의 증가로 이어졌다고 주장하고 있다.
하이트는 과보호적인 부모로 인해 악화된 놀이 기반 어린 시절의 감소와 스마트폰 사용 증가가 2000년대 후반부터 어린이에게 해롭다고 주장한다. WSJ와 한 인터뷰에서 하이트는 학교에서 휴대전화 사용을 금지해야 한다고 주장했다.

## 반응
2024년 9월 현재 23주 연속 뉴욕 타임스 논픽션 베스트셀러 목록에 올랐으며,  4번이나 1위에 올랐다 .
이 책은 오프라 윈프리와 제시카 세인펠드부터 추천을 받았다. 세라 허커비 샌더스 아칸소 주지사는 이 책의 사본을 미국 각 주와 준주의 주지사에게 보내면서 "미국의 정신 건강 위기를 극복하기 위해 어린이들의 소셜 미디어와 전자기기 사용을 제한하고 야외 놀이를 장려해야 한다"고 촉구했다.

### 학술적 검토
캘리포니아 대학교 어바인 캠퍼스와 듀크 대학교의 교수인 캔디스 오저스는 《네이처》에 게제한 서평에서 하이트의 이론을 뒷받침할 만한 증거를 찾지 못했으며 하이트가 상관관계를 인과관계로 오해했다고 비판했다. 또한 하이트가 공포심을 조장한다고 비판하며 "과잉반응은 청소년 정신 건강 문제의 실제 원인을 파악하는 데 장애물이 될 수 있다"고 경고했다.
하이트는 오거스의 비판에 대응하면서, 자신과 공동 연구자인 잭 라우쉬 수행한 다수의 실험 연구 중 대부분은 자신의 주장을 뒷받침한다고 주장했으며, 상관관계 뿐만 아니라 인과관계에 대한 증거도 포함되어 있다고 강조했다. 또한 2008년 금융 위기와 기타 사회적 문제가 정신 건강 위기의 주요 원인이라는 오저스의 주장을 거부하며, 위기의 시기와 국제적 범위가 스마트폰과 소셜 미디어의 부상이 원인임을 더 직접적으로 보여준다고 지적했다.

### 언론의 반응
《뉴욕 타임스》의 데이비드 월러스웰스는 사회 및 정신 건강에 대한 이야기를 형성하는 데 하이트가 영향을 미쳤다고 인정했다. 그러나 그는 청소년 정신 건강 추세는 국가마다 다르기 때문에 신중하게 해석할 필요가 있다고 강조했다. 그는 자해로 인한 응급실 방문의 증가에 대한 하이트의 해석에 특히 이의를 제기했는데, 정신 건강 검진 지침의 변화(2011년)와 부상의 고의성을 기록하는 것(2015년)도 이러한 증가를 설명할 수 있기 때문이다. 또한 삶의 만족도가 떨어지지 않았다고 지적했다. 월리스웰스는 스마트폰과 웰빙 저하의 관련성을 보여주는 증거가 약하고 논란의 여지가 있다고 주장하는 에이미 오벤과 앤드류 프르지빌스키와 같은 연구자들을 인용했다. 월러스웰스는 스마트폰이 일부 청소년의 정서적 고통에 기여할 수 있지만 우울증과 불안의 증가를 기술에만 기인시키는 것은 훨씬 더 미묘한 문제를 너무 단순화하는 것이라고 결론지었다.
소피 맥베인은 《가디언》에 기고한 글에서 이 책을 칭찬하면서, "휴대전화 기반 아동기의 위험성에 대한 긴급하고 설득력 있는 경고"라고 설명했다. 그러나 그녀는 하이트가 기후 변화와 정치적 불안정성 등의 세계적 문제를 축소하고, 이에 대한 미디어 보도가 청소년의 불안을 유발하는 요인이라고 주장하는 것에 의문을 제기했다. 맥베인 또한 스마트폰에 관한 그의 연구에 비해 하이트의 과보호적 양육 이론이 "훨씬 덜 입증되었다"고 밝혔다.
《타임스》의 헬렌 럼벨로우는 이 책이 일부 학자들에게서 상관관계 연구에 "너무 많이" 의존한다는 이유로 비판받는 사실을 인정하면서도 이 책에 대해 긍정적인 평가를 내렸다.

## 같이 보기
- 청소년 정신 건강 위기
- 디지털 미디어 사용과 정신 건강